# Nissan Terrano II

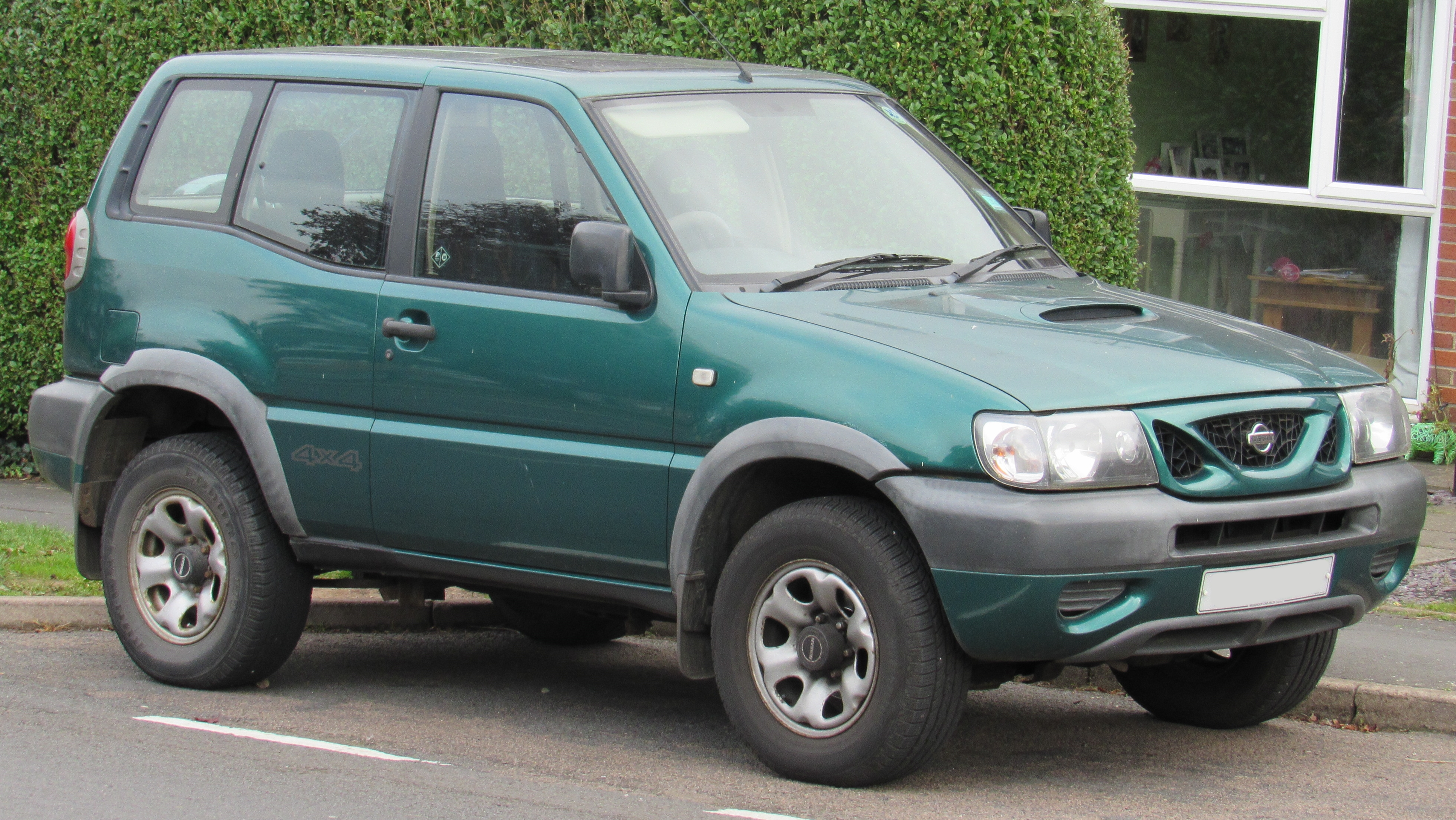
Nissan Terrano II (2000—2003)

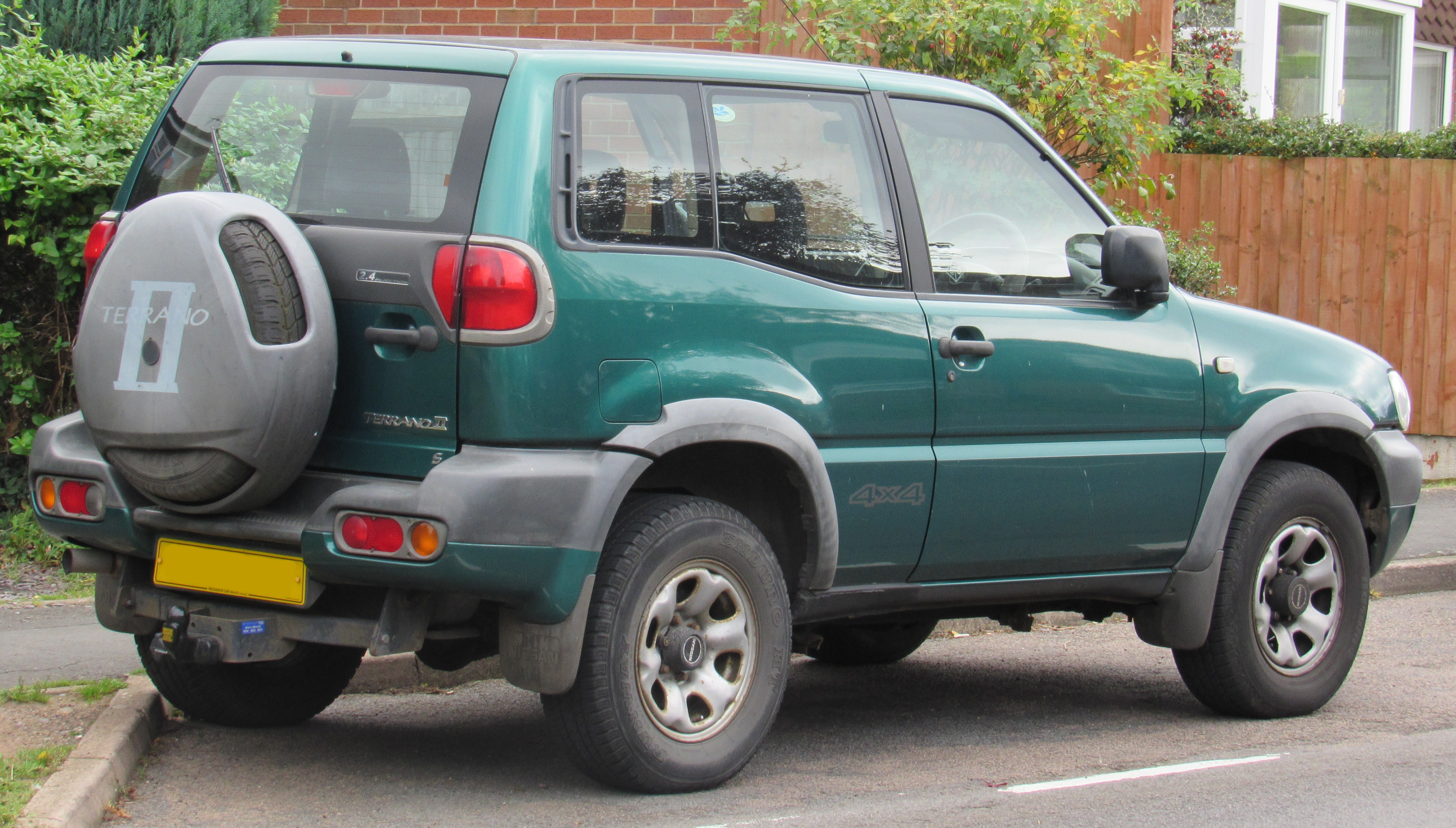
Nissan Terrano II (2000—2003)

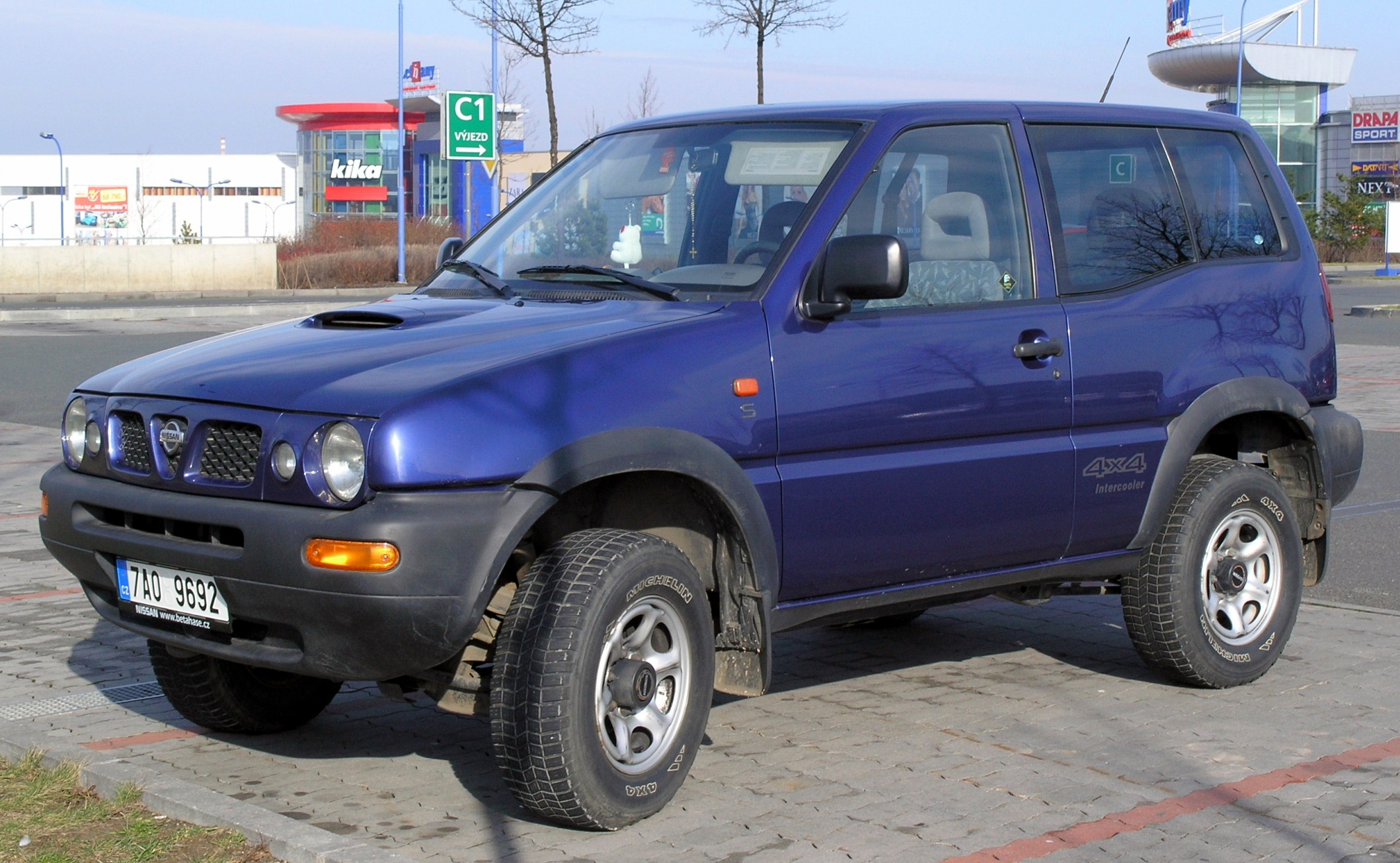
Nissan Terrano II (1996—2000)

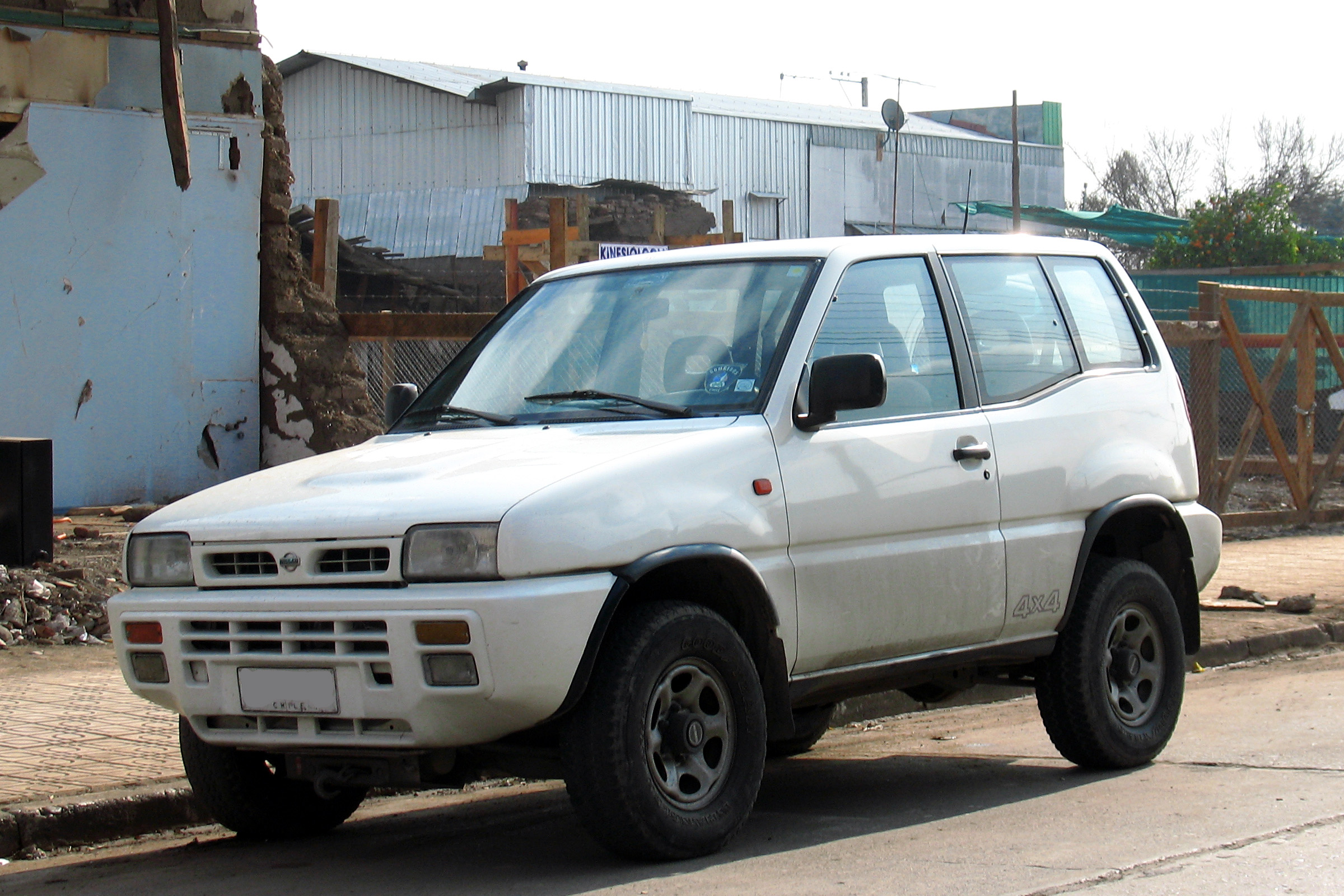
Nissan Terrano II (1993—1996)

Nissan Terrano II — рамний позашляховик, що виготовлявся з травня 1993 до 2006 року. Створений на базі першого покоління Nissan Terrano, але зі зміненим кузовом і салоном. Відноситься до категорії SUV (автомобіль для активного відпочинку), за іншою класифікацією — позашляховик загального призначення. Модель збиралася в Іспанії. На деяких ринках продавався під назвою Nissan Mistral. Також в ці роки виготовлявся Ford Maverick, розроблений в співпраці з концерном Nissan і практично нічим не відрізняється від Nissan Terrano II.
Автомобіль використовує систему повного приводу 4WD Part Time. Автомобіль не має міжосьового диференціалу.
Гамма двигунів на автомобілі представлена досить вузько: 2,4 л бензиновий і 2,7 л турбодизель.
В 1996 році проведена модернізація автомобіля, який отримав чотири передні круглі фари, та модернізований турбодизельний двигун я якому встановили систему електронного управління уприскуванням палива і інтеркулер, що дозволило підвищити потужність.
В 1999 році з'явився турбодизель 3,0 л.
В 2000 році модель модернізували вдруге, встановивши нові суцільні фари головного світла і нову решітку радіатора.
В 2003 році модель модернізували втретє, встановивши нову решітку радіатора і бампери.
Автомобіль випускався в двох видах кузовів: трьох-і п'ятидверному. Відрізняється досить високою надійністю вузлів, кузов оцинкований. Незважаючи на досить «поважний» вік, автомобіль користується досить високою популярністю серед автолюбителів, які цінують його за надійність та невибагливість.

## Технічні характеристики
| Модель    | Циліндри | Код двигуна | Клапани | Об'єм см³ | Потужність кВт (к.с.) / об/хв | Крутний момент Нм / об/хв | 0-100 км/год с | Швидкість км/год | Роки виробництва |
| --------- | -------- | ----------- | ------- | --------- | ----------------------------- | ------------------------- | -------------- | ---------------- | ---------------- |
| Бензинові |          |             |         |           |                               |                           |                |                  |                  |
| 2.4       | KA24S    | 4           | 12      | 2389      | 91 (124) / 5200               | 194 / 4000                | 13,2           | 159              | 1993 − 1996      |
| 2.4       | KA24S    | 4           | 12      | 2389      | 85 (116) / 4800               | 191 / 3200                | 13,7           | 160              | 1996 − 2000      |
| 2.4       | KA24S    | 4           | 12      | 2389      | 87 (118) / 4800               | 191 / 3200                | 13,7           | 160              | 2000 − 2002      |
| Дизельні  |          |             |         |           |                               |                           |                |                  |                  |
| 2.7 TD    | TD27Ti   | 4           | 8       | 2663      | 74 (100) / 4000               | 221 / 2000                | 19,0           | 145              | 1993 − 1996      |
| 2.7 TD    | TD27ETi  | 4           | 8       | 2663      | 92 (125) / 3600               | 278 / 2000                | 15,7           | 155              | 1996 − 2006      |
| 3.0 Di    | ZD30DDTi | 4           | 16      | 2953      | 113 (154) / 3600              | 304 / 1600                | 13,3           | 171              | 1999 − 2006      |